# Camaròptera olivàcia
La camaròptera olivàcia (Camaroptera chloronota) és una espècie d'ocell passeriforme que pertany a la família Cisticolidae pròpia de l'Àfrica occidental.

## Taxonomia
Va ser descrita per l'ornitòleg alemany Anton Reichenow el 1895. La localització tipus de l'espècie és el bosc de Missahohe, de l'estat d'Àfrica Occidental de Togo.
El seu epítet específic chloronota prové del grec khlōros, que significa «verd», i -nōtos que significa «dors»
Es reconeixen cinc subespècies:
- C. c. kelsalli (Sclater, WL, 1927) – des del Senegal a Ghana
- C. c. chloronota (Reichenow, 1895) – des de Togo al Camerun, Gabon i Congo
- C. c. granti (Alexander, 1903) – illa Bioko
- C. c. kamitugaensis (Alexandre Prigogine, 1961) – est de la República Democràtica del Congo
- C. c. toroensis (Frederick John Jackson, 1905) – República Centreafricana i sector central de la República Democràtica del Congo fins al sud-oest de Kenya i nord-oest de Tanzània (de vegades considerada una espècie separada)[6]

## Distribució i hàbitat
Se'l troba a Benín, Camerun, República Centreafricana, República del Congo, República Democràtica del Congo, Costa d'Ivori, Guinea Equatorial, Gabon, Gàmbia, Ghana, Guinea, Kenya, Libèria, Mali, Nigèria, Ruanda, Senegal, Sierra Leone, Sudan del Sud, Tanzània, Togo i Uganda.
L'hàbitat natural són els boscos humits tropicals de terres baixes, boscos montans tropicals, i zones d'arbustos humits tropicals.
Sol volar en estols conformats per 50 a 100 exemplars, no realitza migracions intercontinentals.